# Anaheim Street (métro de Los Angeles)
Pour l’article homonyme, voir Anaheim.
Anaheim Street est une station du métro de Los Angeles desservie par les rames de la ligne A et située à Long Beach en Californie.

## Localisation
Station du métro de Los Angeles située en surface, Anaheim Street est située sur la ligne A près de l'intersection de Anaheim Street et de Long Beach Boulevard à Long Beach, au sud de Los Angeles.

## Histoire
Anaheim Street a été mise en service le 14 juillet 1990, année d'ouverture du métro de Los Angeles.

## Service

### Desserte
Anaheim Street est desservie par les rames de la ligne A du métro. La station est située à proximité du Saint Mary Medical Center.

### Intermodalité
La station est desservie par les lignes d'autobus 60 et 232 de Metro et 1, 45, 46, 51 et 52 de Long Beach Transit (en).